# Obelisco Diamante dos Bandeirantes
O Obelisco Diamante dos Bandeirantes, também chamado de As Três Faces do Cristal, é um monumento na cidade de São Paulo, no encontro entre a Marginal Tietê e a Rodovia dos Bandeirantes, em frente à Ponte Ulysses Guimarães. Projetado pelo artista gaúcho Avatar Moraes, o obelisco marca o início da via que liga a capital paulista à cidade de Campinas.

## Descrição
Formado por três pirâmides pontiagudas, que se assemelham a um cristal emergindo do solo, a obra começou a ser construída em 1976 para marcar o início da Rodovia dos Bandeirantes. As formas simbolizam os elementos da natureza e as modificações do homem na Terra.

## Galeria

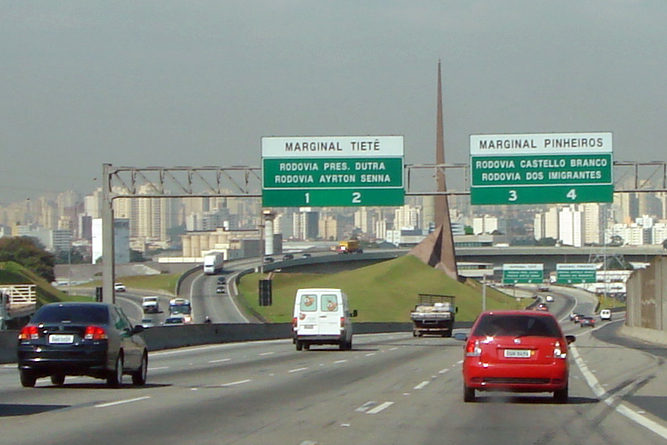
O obelisco visto da Rodovia dos Bandeirantes
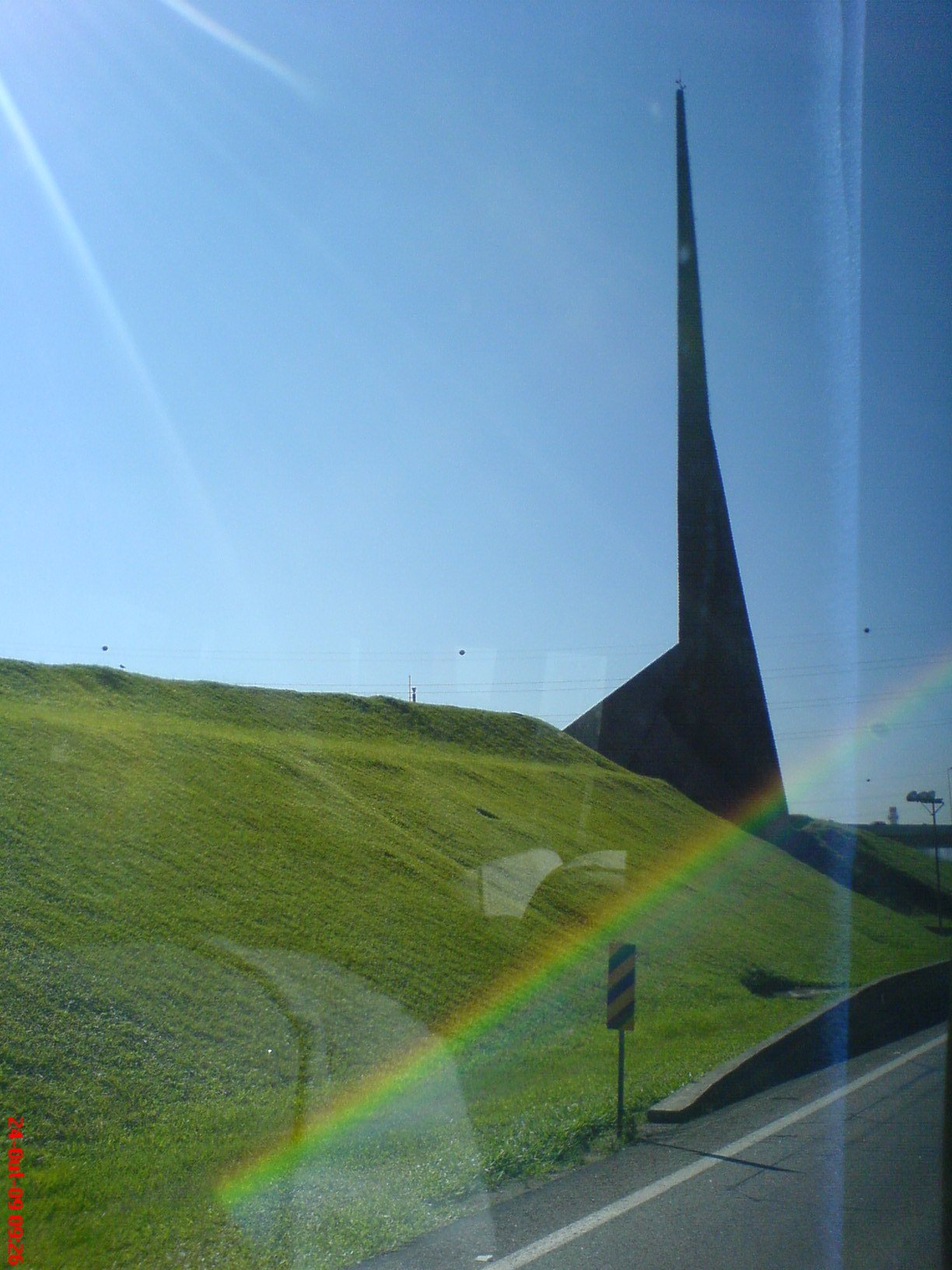
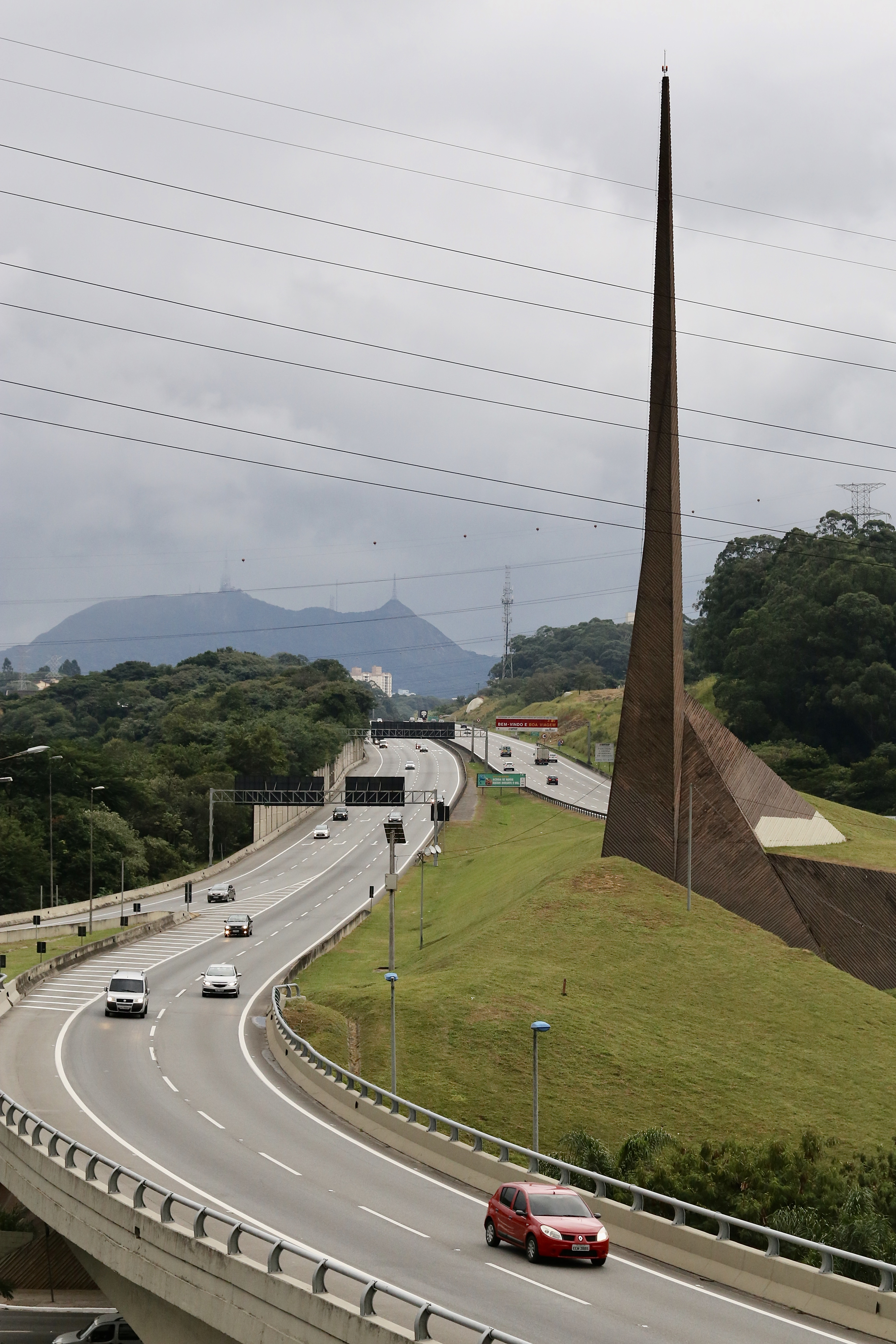
O monumento com o Pico do Jaraguá ao fundo
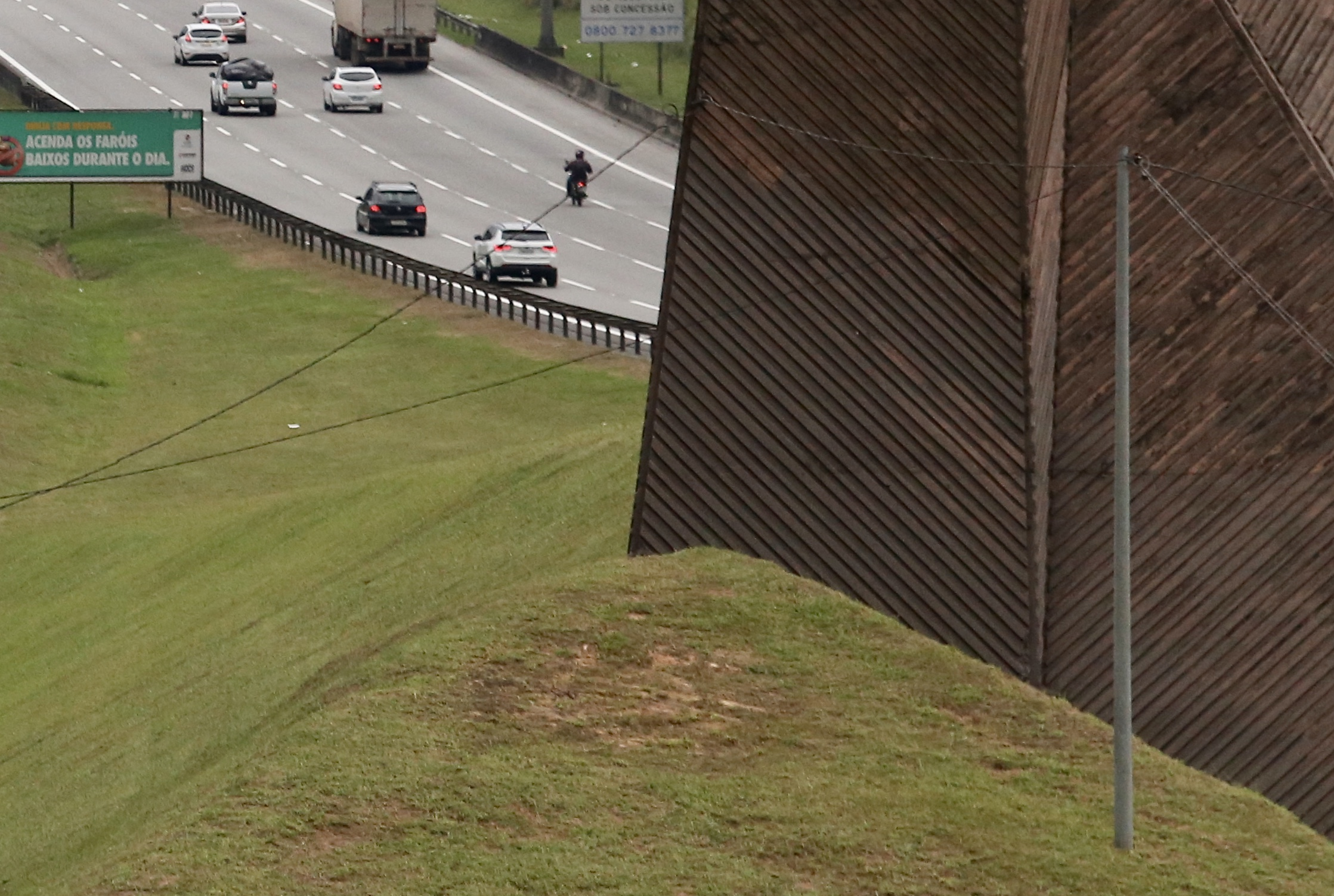
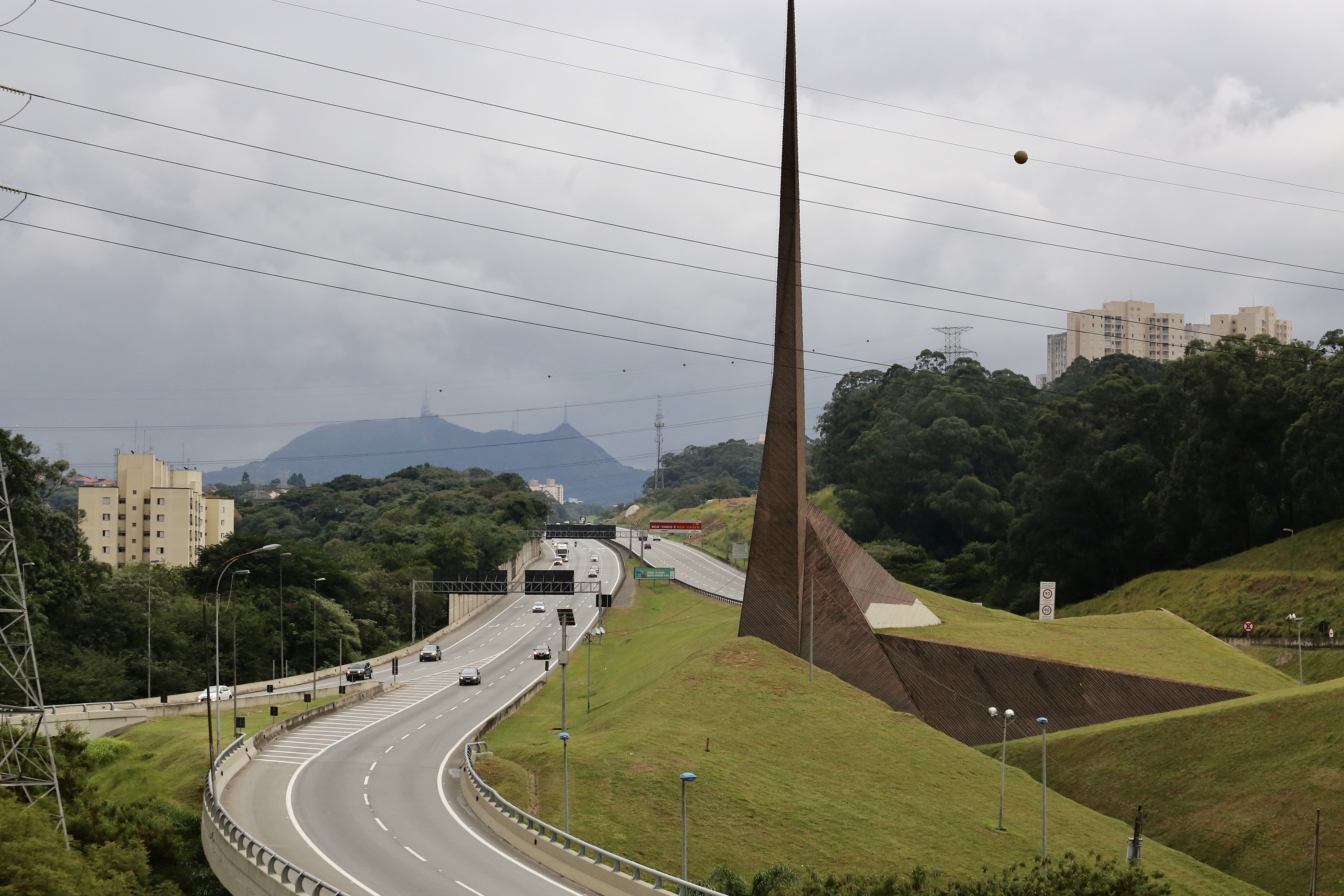
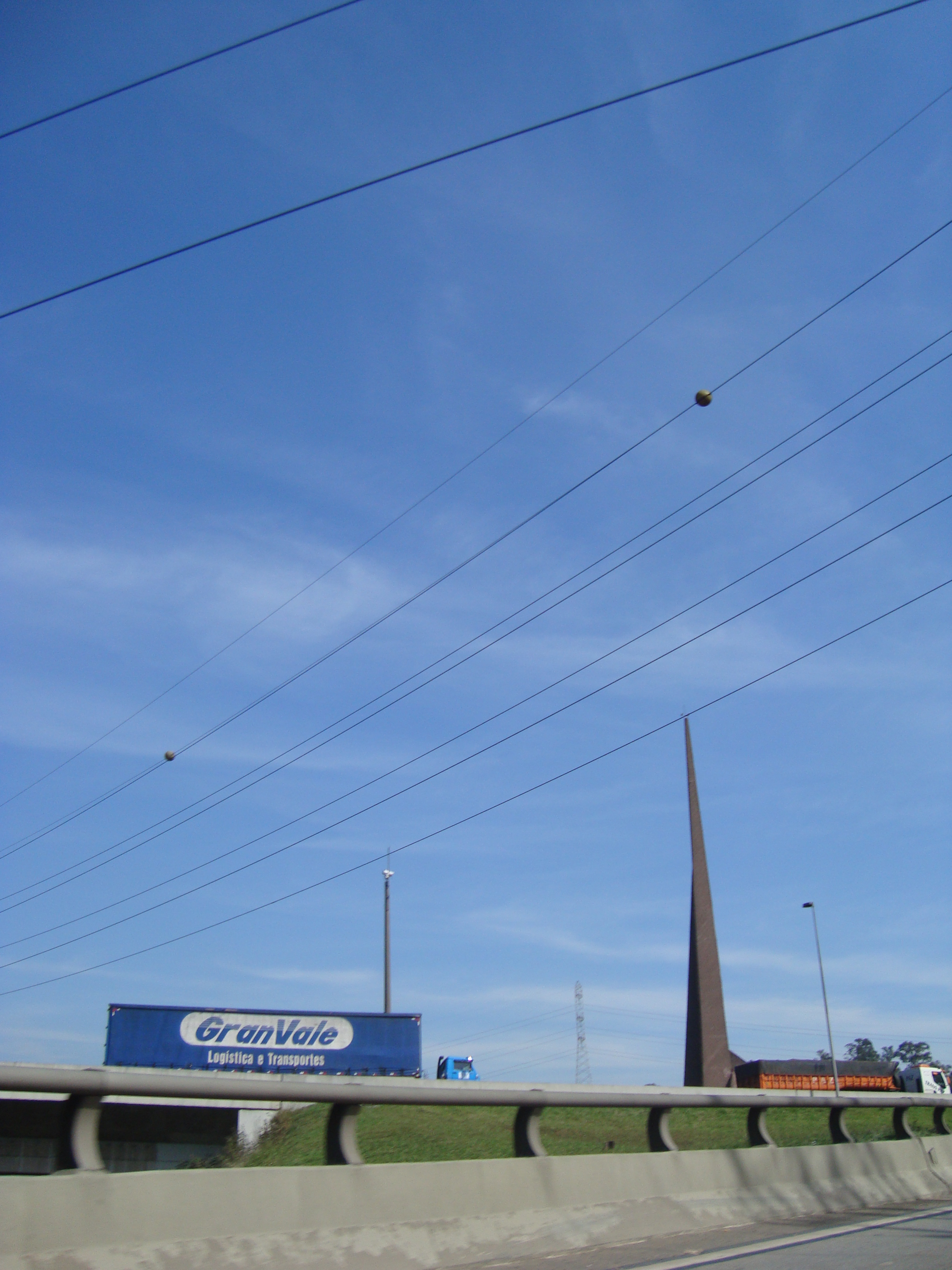
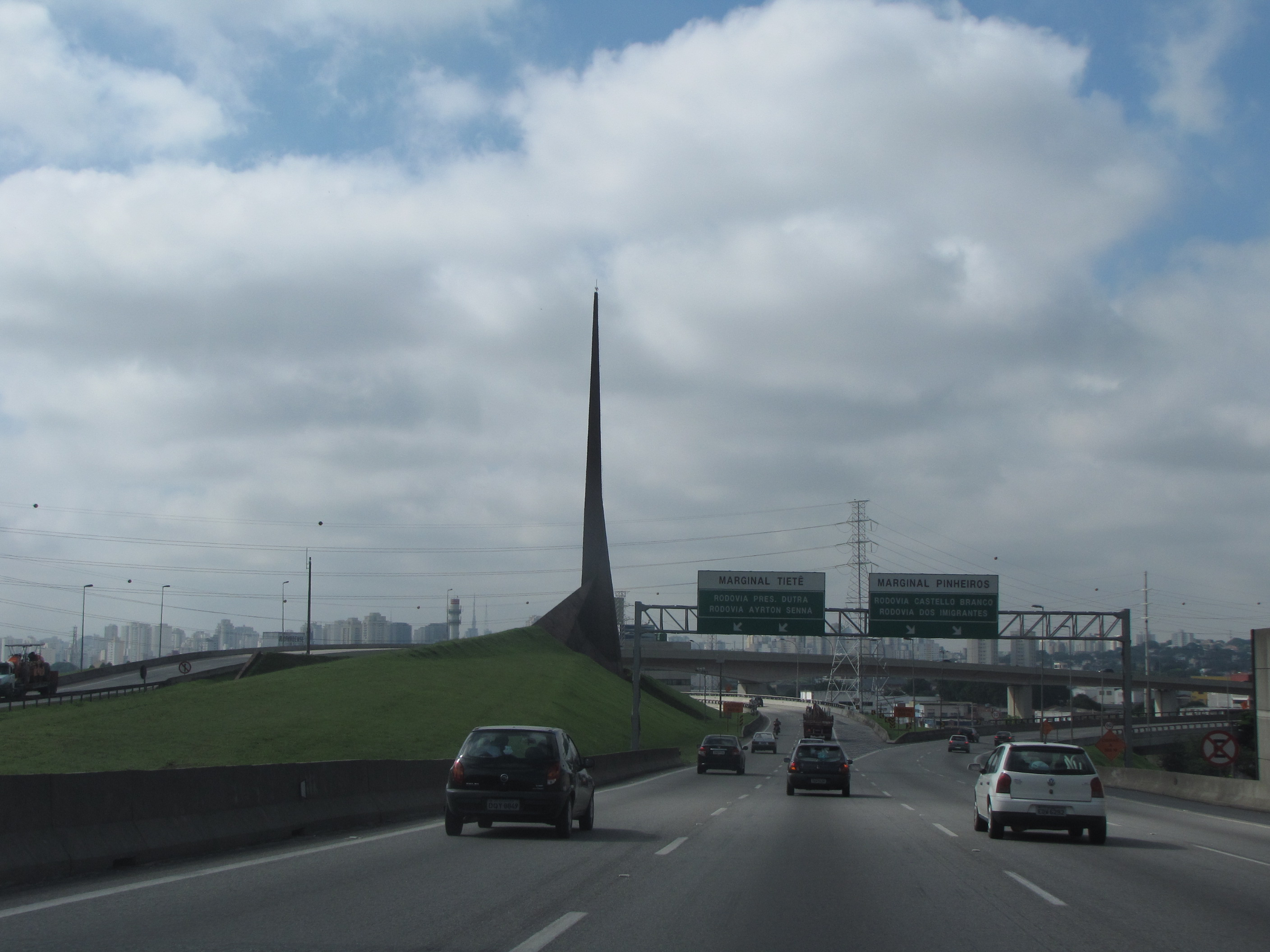